# 馬進忠
馬進忠（？—1659年），字葵宇，陝西延安人。明末民變軍將領。

## 生平
崇禎初年為群盗，別號「混十萬」。流竄於陝西轉於豫、楚邊境。崇禎十一年（1638年）在陝州戰敗；走信陽、光山。後降左良玉，屬良玉部，屢立戰功。弘光元年（1645年）左良玉死， 其子左夢庚率眾降清，馬進忠不從，遂歸順南明，在湖南一帶抗清。后与张献忠旧部联合抗清，从李定国收复桂林、长沙、岳州等地，并反对孙可望的叛乱。永历十二年（1658年）由鄂国公晋封汉阳王，驻防贵阳。清軍入貴州，退往雲南，不久病死。